# Helene Shapiro
Pour les articles homonymes, voir Shapiro.
Helene Shapiro (née en 1954) est une mathématicienne américaine, spécialiste d'algèbre linéaire et professeure émérite au Swarthmore College.

## Formation et carrière
Elle obtient son B.A. au Kenyon College en 1975 puis son doctorat au California Institute of Technology en 1979, sous la direction d'Olga Taussky-Todd, avec une thèse intitulée « Unitary Block Diagonalization and the Characteristic Polynomial of a Pencil Generated by Hermitian Matrices ». Elle passe une année à l'université du Wisconsin puis rejoint le Département de mathématiques et statistiques au Swarthmore College, où elle enseigne depuis 1980.
Elle est l'une des oratrices de la célébration Olga Taussky-Todd des carrières pour les femmes en mathématiques, tenue en 1999 pour célébrer les femmes en mathématiques,.

## Publications
- Linear Algebra and Matrices (American Mathematical Society, 2015)  (ISBN 978-1-4704-1852-6)[5].
- (en) Helene Shapiro, « The Weyr Characteristic », The American Mathematical Monthly, vol. 106, no 10,‎ décembre 1999, p. 919-929 (DOI 10.1080/00029890.1999.12005141, lire en ligne)